# Buteo ventralis
La poiana codarossiccia (Buteo ventralis Gould, 1837) è un uccello rapace della famiglia degli Accipitridi, diffuso in Argentina e Cile.

## Descrizione
È un rapace di media taglia, lungo 45–60 cm e con un'apertura alare di 119–139 cm.

## Distribuzione e habitat
La specie è un endemismo della Patagonia, nella parte meridionale di Cile e Argentina.
Popola le aree di transizione tra le foreste subpolari di Nothofagus e le steppe della Patagonia, dal livello del mare sino a 1.200-1.500 m.

## Conservazione
La IUCN Red List classifica Buteo ventralis come specie vulnerabile (Vulnerable).